# The Sea Ghost (film 1915)
The Sea Ghost è un cortometraggio muto del 1915 diretto da Richard Stanton che aveva come interpreti Arthur Maude, Margaret Gibson, J.P. Lockney, Joseph J. Dowling. Film d'avventure di mare, il soggetto è firmato da C. Gardner Sullivan.

## Trama
Gli uomini del brigantino "Annabelle" pescano dal mare una bottiglia sigillata e la portano al loro capitano, John Gordon: nella bottiglia, il messaggio di un naufrago che chiede aiuto. L'uomo, Frederick Keyes, si trova con la figlia Grace su un'isola dove ha trovato nascosto in una grotta un tesoro che lui promette di dividere con chiunque venga a salvarlo. Merrill, il primo marinaio, spinto dall'avidità, progetta di impadronirsene e, per eliminare il capitano, sobilla l'equipaggio all'ammutinamento. Gordon, preso prigioniero, viene chiuso in un barile e buttato a mare mentre la nave viene distrutta. Scoppia una terribile tempesta: l'equipaggio, diviso in due barche, si trova alla mercé delle onde. Una delle barche viene salvata da un mercantile; l'altra, quella dove si trova Merrill, riprende le ricerche dell'isola del tesoro. Nel frattempo, il barile con John si arena sulla spiaggia dell'isola dove Keyes e la figlia salvano il capitano da una morte orribile. Un giorno, i tre vedono arrivare dal mare una nave. La loro gioia però è breve perché Gordon vi vede a bordo Merrill e decide di nascondersi. Merrill ordina ai suoi di portare sulla nave il tesoro e Grace, lasciando sull'isola il solo Keyes. Mentre la nave si prepara a salpare, Gordon e Keyes riescono a salire a bordo salendo dalla catena dell'ancora. Bagnato e pieno di alghe, Gordon si presenta davanti all'equipaggio come una sorta di fantasma gocciolante o, almeno tutti lo prendono per lo spettro del capitano morto in mare. Primo fra tutti Merrill, che in preda al terrore, si getta in acqua. Il timoniere, a quella visione spaventosa, grida selvaggiamente e, urlando, dice ai suoi uomini "Il capitano è tornato!". Gordon, con aria truce, minaccia di uccidere chiunque non gli obbedirà. Intimiditi, i membri dell'equipaggio prendono ognuno il proprio posto e la nave salpa, diretta verso casa.

## Produzione
Il film fu prodotto dalla Broncho Film Company.

## Distribuzione
Distribuito dalla Mutual Film, il film - un cortometraggio in due bobine - uscì nelle sale cinematografiche degli Stati Uniti il 30 giugno 1915.